# Snoop Dogg's Doggystyle
Snoop Dogg's Doggystyle é um filme misto de pornografia hardcore e um videoclipe de hip-hop com trilha musical do rapper Snoop Dogg e apresentado pelo próprio. Foi lançado em 2001, sendo o primeiro vídeo hardcore listado na parada de vendas de videoclipes da Billboard. Devido ao seu enorme sucesso, iniciou uma tendência em que os rappers são colocados no mainstream da indústria pornográfica através da realização de filmes com classificação X. As cenas foram filmadas na casa de Snoop Dogg em Claremont, Califórnia. O próprio Snoop Dogg, no entanto, não aparece nu ou participa de nenhum ato sexual explícito.

## Prêmios
- 2002 - Adult Video News - Melhor Música
- 2002 - Adult Video News - "Top Selling Tape"

## Charts
- Adult Sales - Melhor posição # 1 (durante duas semanas)
- Billboard music video sales - Melhor posição # 21 (durante uma semana)